# Пёстрая Дресва
Пёстрая Дресва́ — залив на северо-востоке Охотского моря в Гижигинской губе.

## Топоним
Степан Крашенинников называл одноимённый мыс Келики, что близко к корякскому калилг’ын — «пёстрый». Кем дано русское название — не установлено. Дресва — терригенная псефитовая осадочная горная порода.

## География
Находится на западе Гижигинской губы. Южным входным мысом в залив является Надежда, расположенный на высоте 133 метра и оборудованный маяком. На севере омывает Вилигинскую равнину. На западе расположено устье реки Прамол, в которую вблизи залива впадает река Падун. На берегу находятся одноимённые заброшенный посёлок и метеостанция, закрытая в 1985 году.
В районе залива повторяемость штормовых ветров составляет до 68 %. В среднем за год здесь бывает около 90 дней с борой — её скорость может достигать 40—60, редко 71 м/с.
Средняя величина прилива — 5 метров, наибольшая глубина — 8 метров.

## История
В 1940 году для снабжения Омсукчанского горного комбината в заливе начато строительство рейдового порта силами заключённых. Зимой во время стройки снежный шквал смыл в море стоявшие на берегу склады с продуктами, и из-за отсутствия навигации от голода погибло более 3000 человек.
В 1941 году построена и действовала до 1990-х автодорога длиной около 200 километров Омсукчан — Галимый — Пёстрая Дресва, связывающая центр Омсукчанского районного геологоразведочного управления и оловорудное месторождение с портопунктом и перевалочной базой в заливе. Через портопункт во время летней навигации организовывалось снабжение геологоразведочных партий, оленеводов.
Изначально, в конце 1940-х, на берегу залива в посёлке Пёстрая Дресва располагалось управление Берлага, позднее переведённое в Магадан.
Планируется строительство новой автодороги Омсукчан — Пёстрая Дресва и нового порта в заливе для перевалки угля.